# Stillwater (banda)
Stillwater fue una banda estadounidense formada en Warner Robins, Georgia, que tocaba rock sureño y estuvo activa desde 1973 hasta 1984.
No debe confundirse con la banda del mismo nombre creada por Cameron Crowe para el filme Almost Famous, como una amalgama ficticia de varias bandas diferentes.

## Discografía

### Álbumes
- Stillwater (1977)

- I reserve the right (1978)
- Runnin'  free (1998)[2]

### Singles
- Mind bender (1977)
- I Reserve the Right (1978)
- Women (Beautiful women) (1979)[2]